# پاگو پاگو
پاگو پاگو (به انگلیسی: Pago Pago) پایتخت ساموآی امریکا است. گردشگری، مواد غذایی و تولید ماهی تن مهم‌ترین صنایع آن را تشکیل می‌دهند.
این شهر که در جزیره توتویلا واقع شده‌است جمعیتی کمتر از ۴۰۰۰ نفر دارد. فرودگاه بین‌المللی پاگو پاگو ارتباط این شهر را با دیگر نقاط جهان تسهیل کرده‌است.

## تاریخ
این بندر در بین سال‌های ۱۸۷۸ تا ۱۹۵۱ محل سوختگیری و تعمیرات نیروی دریایی امریکا بوده‌است.